# Smerina manoro
Smerina manoro är en fjärilsart som beskrevs av Ward 1871. Smerina manoro ingår i släktet Smerina och familjen praktfjärilar. Inga underarter finns listade i Catalogue of Life.